# Quercus falcata
Quercus falcata, conegut normalment com el Roure vermell del Sud o Roure espanyol, és una espècie arbòria del gènere Quercus de la família de les fagàcies. Pertany a la secció dels roures vermells d'Amèrica del Nord, Centreamèrica i el nord d'Amèrica del Sud que tenen els estils llargs, les glans maduren en 18 mesos i tenen un sabor molt amargant. Les fulles solen tenir lòbuls amb les puntes afilades, amb truges o amb pues en el lòbul.

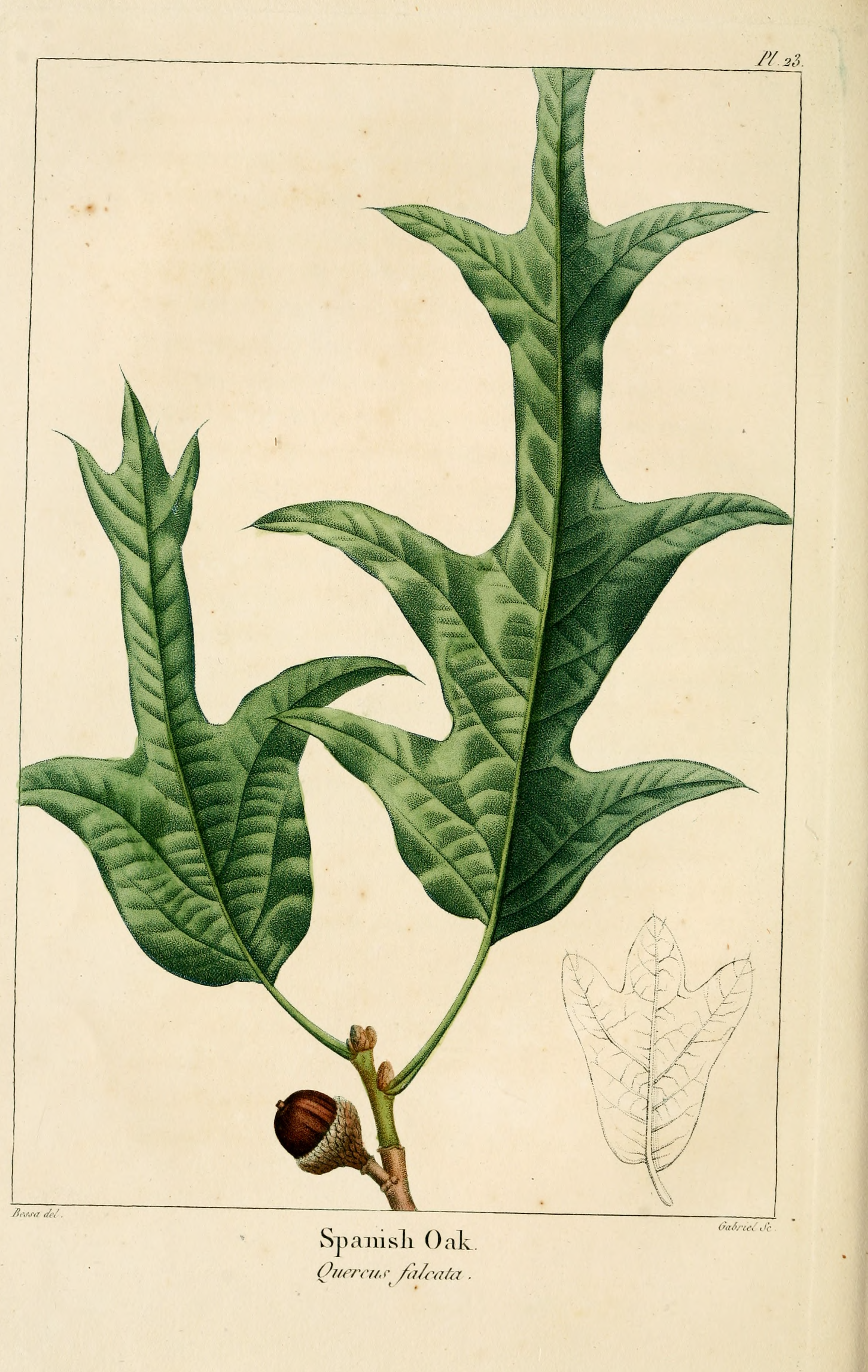
Il·lustració

## Distribució i hàbitat
Procedeix del sud-est dels Estats Units. Apareix en llocs de terres altes àrids o sorrencs des del sud de Nova York (Long Island) cap al sud fins al centre de Florida i cap a l'oest arriba fins al sud de Missouri i l'est de Texas.

## Descripció
Es tracta d'un arbre caducifoli de grandària mitjana que assoleix 25-30 m d'altura, rarament 35 m, amb un tronc de fins a metre i mitjà de diàmetre, la corona rematada en un cap ample. Les fulles tenen 10-30 cm de llarg i 6-16 cm d'ample, amb 3 a 5 lòbuls de punta aguda, sovint corbats, el lòbul central és llarg i estret; el nombre reduït lòbuls llargs és decisiu per distingir aquest roure vermell del Sud d'altres roures vermells. La base de la fulla és clarament arrodonida, en forma de campana invertida i sovint asimètrica. Són de color verd fosc i brillants per damunt, i pel revés és vellosa i color òxid, en particular al llarg de la nervadura central i les venes. La llavor és una curta gla de 9-16 mm de llarg, de color marró ataronjat, tancat durant un terç o la meitat de la seva longitud en una copa plana. La gla madura al final de la seva segona temporada. L'escorça és marró grisa fosc amb solcs estrets i poc profunds.
El roure vermell del Sud s'ha documentat ocasionalment que hibrída amb altres roures vermells a la regió.

## Taxonomia
Quercus falcata va ser descrita per André Michaux i publicat a ``Histoire donis Chênes de l'Amérique no. 16, pl. 28. 1801.
Etimologia
Quercus: nom genèric del llatí que designava igualment al roure i a l'alzina.
falcata: epítet llatí que significa "amb forma de falç".
Sinonímia

- Quercus aurea Raf.
- Quercus cuneata var. falcata (Michx.) Dippel
- Quercus digitata Sudw.
- Quercus elongata Muhl.
- Quercus hudsoniana Dippel
- Quercus hypophlaeos Petz. & G.Kirchn.
- Quercus nigra var. digitata Marshall
- Quercus nigra var. falcata (Michx.) Kuntze
- Quercus nigra var. triloba (Michx.) Kuntze
- Quercus nobilis K.Koch
- Quercus rubra Sarg.
- Quercus triloba Michx.[3][4]